# Ганнівська сільська рада (Тарутинський район)
Га́ннівська сільська́ ра́да — адміністративно-територіальна одиниця та орган місцевого самоврядування в Тарутинському районі Одеської області. Адміністративний центр — село Ганнівка.

## Історія
Указом Президії Верховної Ради УРСР від 14.11.1945 перейменували населені пункти Ганнівської сільради Бородінського району Ізмаїльської області: село Брезоя — на село Полянка, а село Нова Саїца — на село Новоселівка.

## Загальні відомості
- Територія ради: 36,15 км²
- Населення ради: 808 осіб (станом на 2001 рік)

## Населені пункти
Сільській раді були підпорядковані населені пункти:
- с. Ганнівка
- с. Новоселівка

## Населення
За переписом населення України 2001 року в сільській раді мешкало 807 осіб.

### Мова
Розподіл населення за рідною мовою за даними перепису 2001 року:
| Мова       | Відсоток |
| ---------- | -------- |
| російська  | 46,78 %  |
| молдовська | 45,42 %  |
| українська | 3,09 %   |
| болгарська | 2,48 %   |
| гагаузька  | 2,23 %   |

## Склад ради
Рада складалася з 14 депутатів та голови.
- Голова ради: Мустяца Іларіон Васильович
- Секретар ради: Очинська Ірина Іванівна

### Керівний склад попередніх скликань
| Прізвище, ім'я, по батькові | Основні відомості                                                             | Дата обрання | Дата звільнення |
| --------------------------- | ----------------------------------------------------------------------------- | ------------ | --------------- |
| Дімова Валентина Миколаївна | Сільський голова, 1953 року народження, член Народної партії                  | 26.03.2006   | 31.10.2010      |
| Мустяца Іларіон Васильович  | Сільський голова, 1967 року народження, освіта середня загальна, безпартійний | 31.10.2010   |                 |

Примітка: таблиця складена за даними сайту Верховної Ради України

### Депутати
За результатами місцевих виборів 2010 року депутатами ради стали:

#### За суб'єктами висування
| Суб'єкт висування           | Кількість обраних депутатів | %    |
| --------------------------- | --------------------------- | ---- |
| Партія регіонів             | 9                           | 64,3 |
| Самовисування               | 3                           | 21,4 |
| Комуністична партія України | 2                           | 14,3 |

#### За округами
| № округу                    | Прізвище, ім'я, по батькові    | Дата визнання обраним | Освіта  | Партійна приналежність            | Відомості про обраного депутата                                               |
| --------------------------- | ------------------------------ | --------------------- | ------- | --------------------------------- | ----------------------------------------------------------------------------- |
| Комуністична партія України |                                |                       |         |                                   |                                                                               |
| 1                           | Китаєва Світлана Костянтинівна | 04.11.2010            | середня | позапартійна                      | сільськогосподарський виробничий кооператив «Іскра», інспектор відділу кадрів |
| 4                           | Гребенчуков Ігор Сергійович    | 04.11.2010            | вища    | член Комуністичної партії України | Ганнівська загальноосвітня школа І-ІІІ ст., директор школи                    |
| Партія регіонів             |                                |                       |         |                                   |                                                                               |
| 2                           | Кучурка Василь Микитович       | 04.11.2010            | середня | член Партії регіонів              | тимчасово не працює                                                           |
| 3                           | Голощак Степан Іосипович       | 04.11.2010            | середня | член Партії регіонів              | сільськогосподарський виробничий кооператив «Іскра», сторож                   |
| 6                           | Гайдукевич Ірина Федорівна     | 04.11.2010            | вища    | член Партії регіонів              | пенсіонер                                                                     |
| 7                           | Очинська Ірина Іванівна        | 04.11.2010            | вища    | член Партії регіонів              | Ганнівська сільська рада, секретар                                            |
| 8                           | Дюльгер Феодора Василівна      | 04.11.2010            | середня | член Партії регіонів              | Ганнівський дитячий садок «Зірочка», завідувачка                              |
| 9                           | Тимофєєва Марія Іванівна       | 04.11.2010            | вища    | член Партії регіонів              | Ганнівська сільська бібліотека, завідувачка                                   |
| 11                          | Очинський Сергій Павлович      | 04.11.2010            | середня | член Партії регіонів              | сільськогосподарський виробничий кооператив «Іскра», водій                    |
| 12                          | Стоянов Дмитро Федорович       | 04.11.2010            | вища    | член Партії регіонів              | Ганнівська загальноосвітня школа І-ІІІ ст., вчитель                           |
| 13                          | Врабій Зінаіда Василівна       | 04.11.2010            | середня | член Партії регіонів              | Новоселівський клуб, завідувачка клубу                                        |
| Самовисування               |                                |                       |         |                                   |                                                                               |
| 5                           | Кинєв Степан Дмитрович         | 04.11.2010            | вища    | позапартійний                     | сільськогосподарський виробничий кооператив «Іскра», інженер — електрик       |
| 10                          | Кітаєв Василь Тимофійович      | 04.11.2010            | середня | позапартійний                     | Ганнівська загальноосвітня школа І-ІІІ ст., водій                             |
| 14                          | Крайнюк Любов Миколаївна       | 04.11.2010            | вища    | позапартійна                      | сільськогосподарський виробничий кооператив «Іскра», робоча                   |